# Colossus Mark I
Colossus Mark I или просто Colossus е един от първите в света електронни цифрови компютри с електронни лампи. Създаден е по време на Втората световна война и е предназначен за криптоанализ, като тества възможни комбинации от букви и се програмира чрез ключове и комутационен панел с щепсели.
Създаден е след като немците въвеждат усъвършенствана криптираща машина Lorenz с няколко ротора. За да тестват възможните им настройки, криптоанализаторите от Блечли парк създават съвсем нова изчислителна машина. Така Colossus е специализиран компютър, създаден да реши конкретна задача. Основен конструктор е Томи Флауърс, който използва опита си от телефонните централи в пощите, работещи с електромеханични релета. Първият прототип е доставен в Блечли парк на 18 януари 1944 г. и започва работа на 5 февруари.
Colossus е първият електронен цифров компютър, в който чрез перфолента с пет канала се задава определен тест и може да се програмира чрез ключове и комутационен панел с щепсели. Използва огромен брой вакуумни лампи, организирани в изместващи регистри (shift registers) и систолични масиви (systolic arrays), като може да извършва 5 едновременни теста, всеки включващ до 100 булеви изчисления на всеки от петте канала. Colossus можел да оперира с 5000 букви в секунда, като хартията, от която чете входните данни, се движела с 12.2 m/s (40ft/s). Понякога две или повече машини търсели решения на един проблем – в днешни дни това се нарича паралелни изчисления, и времето за изчисление реално намалява наполовина или повече.
Били произведени 9 броя машини Mark II Colossus (един Mark I бил преработен до Mark II, така общият брой на машините е 10). Mark I имал 1500 лампи, но Mark II със своите 2400 бил 5 пъти по-бърз и по-лесен за работа, което ускорява дешифрирането. Докато Mark I е още в производство, вече се проектирал Mark II.
Произведените машини не са запазени, но през 2007 г. в Националния музей на компютрите в Блечли парк е изложена работеща реплика.